# Lisianthius nigrescens
Лізіантус чорніючий, Квітка смерті (Lisianthius nigrescens) — вид рослин родини тирличецвіті.

## Назва
В англійській мові часто зустрічається іспанська версія назви «Квітка смерті» (ісп. Flor de Muerto). 

## Будова
Великий стеблистий чагарник до 2 м заввишки з гладким стеблом. Листя без черешка, ланцетоподібне, з 5-ма жилками, що сходяться біля основи. Квіти пониклі 5 см завдовжки, зібрані на кінчиках гілок. Залежно від кута зору квіти мають від темно-пурпурного до чорного забарвлення

## Поширення та середовище існування
Зростає у Мексиці. Походить з штатів Веракрус, Оахака, Чіапас.

## Практичне використання
В Мексиці квітку смерті часто висаджують на цвинтарях. Не зважаючи на те, що це єдина чорна квітка, що виведена не селекційним шляхом, вона майже не відома як декоративна рослина за межами Мексики. Це єдина квітка, яка повністю поглинає всі хвилі як ультрафіолетового (УФ), так і видимого діапазону.